# Paulus Pontius

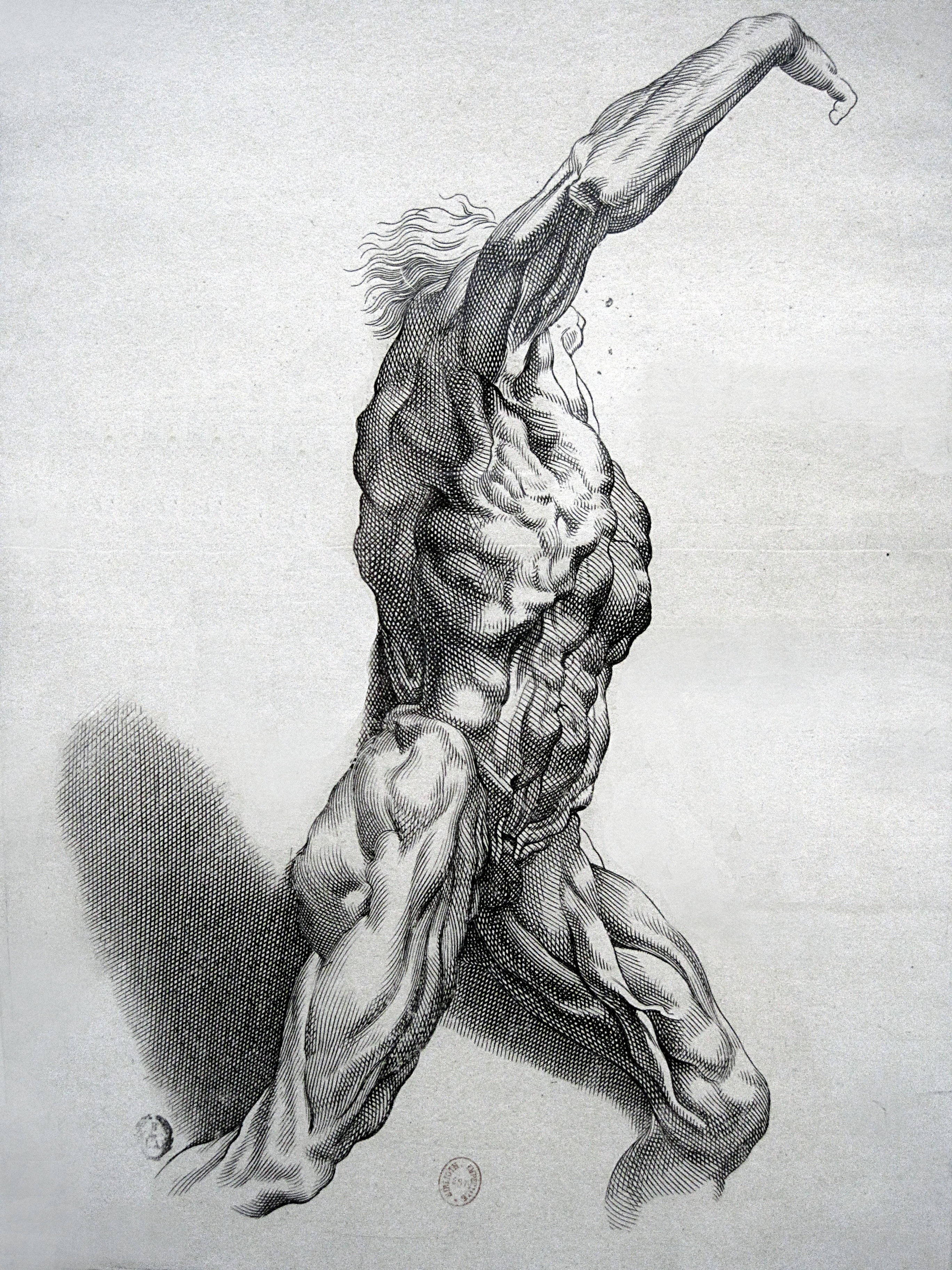
"Écorché" Incisione, Paulus Pontius "d'après" (esecuzione da opera pittorica esistente) Peter Paul Rubens.

Paulus Pontius, noto anche come Paul Pontius o Paul du Pont (Anversa, 1603 – Anversa, 1658), è stato un incisore fiammingo.

## Biografia
Pontius iniziò studiando pittura nella sua città, centro di grande importanza per la produzione artistica fiamminga. Specializzatosi nella tecnica dell'incisione, Pontius divenne a ventiquattro anni maestro nella gilda pittorica di Anversa. In breve fu scelto come responsabile delle incisioni realizzate dalle opere da Rubens stesso. Rare alcune controprove per realizzare il "verso" di un'opera incisa "d'après"
Sino ad un anno prima della morte del pittore, visse nella sua casa, instaurando connubio e collaborazione solidale e inscindibile. Dopo la morte di Rubens, Pontius continuò la sua opera incisoria occupandosi di opere di van Dyck, anch'egli di Anversa, di Tiziano e di Velázquez. Pontius è noto soprattutto come uno dei maggiori incisori. Note sue opere agiografiche e i suoi ritratti.